# Кућа Илије Николића у Великом Орашју
Кућа Илије Николића се налазила у Великом Орашју, у општини Велика Плана, подигнута је половином 19. века и као непокретно културно добро има статус споменика културе.
Кућа је подигнута као приземна зграда са тремом и доксатом изнад улаза у укопани подрум. Кућа је била правоугаоне основе 15,5х12,5 м на темељима од опеке старог формата, бондручне конструкције са испуном од чатме и покривена ћерамидом. Унутрашњи простор подељен је на три целине. У централном делу је предсобље и „кућа“ а лево и десно су по две собе. Ово није првобитни облик основе, већ је настао развојем, преграђивањем и дограђивањем. У улазној просторији по средини се налазио дрвени стуб, а под је у једном делу био од набијене земље, док је у другом делу био поплочан опеком. Све указује да се овде налазио трем који је касније зазидан. На североисточној страни налазио се диван испод кога је улаз у подрум испод велике собе.
У кући се све до њеног утврђивања 1998. године налазило и оригинално покућство из 19 и са почетка 20. века, али нажалост данас ова кућа више не постоји.